# うゅりる
うゅりるは、Crazy Raccoon所属のフォートナイトのプロゲーマーである。また、YouTubeでの動画投稿その他、ミルダムでの配信を行うなどの活動をしている。クリエイタータグは「U-YURIRU」である。

## 人物
2018年4月のCrazy Raccoon発足と同時に同チームに参加。フォートナイトではソロ勝率1.8％で世界1位を獲得した実績がある。
2019年には『フォートナイト』世界大会「The Summer Smash at the Australian Open」にゲストプレイヤーとして参加した三代目 J SOUL BROTHERSのELLYと組み、Pro-Ama戦に参加。

## 出演

### テレビ番組
- 有吉ぃぃeeeee!そうだ!今からお前んチでゲームしない?（2019年4月28日）[3]